# Бібліотечний колектор
Бібліоте́чний коле́ктор — спеціалізована книготорговельна організація.
Основні функції:
- планомірне й систематичне книго-постачання бібліотек;
- методична й консультаційно-бібліографічна допомога у комплектуванні книжк. фондів;
- постачання бібліотекам предметів бібліотечної техніки.

Початок діяльності Б. к. було покладено декретом Раднаркому (1920), підписаним В. І. Леніном.
В Україні перший бібліотечний колектор створено 1926.
Постачання великим науковим бібліотекам республіки платного обов'язкового примірника друк. видань рос. мовою здійснює Центральний Б. к. наукових бібліотек (Москва), а платного обов'язкового примірника друк. видань УРСР — Київський обласний бібліотечний колектор.